# Liste des navires de l'United States Navy : Q-R
Cet article contient la liste de tous les bateaux de la Marine des États-Unis dont le nom commence par les lettres Q ou R.

## Q
- USS Quail (AM-15, AM-377/MSF-377)
- USS Quaker City (1854)
- USS Quapaw (AT-110/ATF-110)
- USS Quartz (IX-150)
- USS Quastinet (AOG-39)
- USS Queen (1863)
- USS Queen Charlotte (1813)
- USS Queen City (1863)
- USS Queen of France (1777)
- USS Queen of the West (1854)
- USS Queenfish (SS-393/AGSS-393, SSN-651)
- USS Queens (APA-103)
- USS Quest (SP-171, AM-281)
- USS Quevilly (1918)
- USS Qui Vive (SP-1004)
- USS Quick (DD-490/DMS-32)
- USS Quicksilver (SP-281)
- USS Quileute (YTB-540/YTM-540)
- USS Quillback (SS-424)
- USS Quincy (AK-10, CA-39, CA-71)
- USS Quinnapin (YT-286)
- USS Quinnebaug (1866, 1875, SP-1687, SP-2478, AOG-71)
- USS Quinsigamond (1864)
- USS Quirinus (ARL-39)
- USS Quiros (PG-40, IX-140)
- USS Quonset (YFB-40)

## R
- USS R-1 (SS-78)
- USS R-2 (SS-79)
- USS R-3 (SS-80)
- USS R-4 (SS-81)
- USS R-5 (SS-82)
- USS R-6 (SS-83)
- USS R-7 (SS-84)
- USS R-8 (SS-85)
- USS R-9 (SS-86)
- USS R-10 (SS-87)
- USS R-11 (SS-88)
- USS R-12 (SS-89)
- USS R-13 (SS-90)
- USS R-14 (SS-91)
- USS R-15 (SS-92)
- USS R-16 (SS-93)
- USS R-17 (SS-94)
- USS R-18 (SS-95)
- USS R-19 (SS-96)
- USS R-20 (SS-97)
- USS R-21 (SS-98)
- USS R-22 (SS-99)
- USS R-23 (SS-100)
- USS R-24 (SS-101)
- USS R-25 (SS-102)
- USS R-26 (SS-103)
- USS R-27 (SS-104)
- USS R. B. Forbes (1845)
- USS R. E. & A. H. Watson (1859)
- USS R. E. Lee (1863)
- USS R. Ney McNeely (YAG-51)
- USS R. R. Cuyler (1860)
- USS R. W. Wilmot (SP-604)

### Ra
- USS Raazoo (SP-508)
- USS Rabaul (CVE-121/CVHE-121/AKV-21)
- USS Raboco (SP-310)
- USS Raby (DE-190, DE-698/DEC-698)
- USS Raccoon (SP-506, IX-127)
- USS Raccoon River (LSM(R)-520)
- USS Racehorse (1775)
- USS Racer (1861, IX-100)
- USS Rachel Seaman (1861)
- USS Racine (PG-208/PF-100, LST-1191)
- USNS Radcliffe (T-AG-188)
- USS Radford (DD-120/AG-22, DD-446/DDE-446)
- USS Radiant (ID-1324, AMc-99)
- USS Radnor (ID-3023)
- USS Raeo (SP-588)
- USS Rafael Peralta (DDG-115)
- USS Rail (AM-26/AT-139/ATO-139, AMCU-37/MHC-37)
- USS Rainbow (AS-7)
- USS Rainier (1917, AE-5, AOE-7/T-AOE-7)
- USS Rainy River (LSM(R)-521)
- USS Raleigh (1776, C-8, CL-7, LPD-1)
- USS Rall (DE-304)
- USS Ralph Johnson (DDG-114)
- USS Ralph Talbot (DD-390)
- USS Ramage (DDG-61)
- USS Ramapo (AO-12)
- USS Rambler (SP-211)
- USS Ramona (IX-76)
- USS Rampart (AM-282/MSF-282)
- USS Ramsay (DD-124/DM-16/AG-98)
- USS Ramsden (DE-382/WDE-482/DER-382)
- USS Ramsey (DEG-2/FFG-2)
- USS Randall (APA-224)
- USS Randolph (1776, CV-15)
- USS Randwijk (ID-2546)
- USNS Range Recoverer (T-AG-161/T-AGM-2)
- USS Range Sentinel (AGM-22/T-AGM-22)
- USNS Range Tracker (T-AG-160/T-AGM-1)
- USS Ranger (1777, 1814, 1814, 1876, SP-237, SP-369, CC-4, CV-4, CVA-61)
- USS Rankin (AKA-103LKA-103)
- USS Ransom (AM-283/MSF-283)
- USS Ransom B. Fuller (1902)
- USS Rapidan (AO-18)
- USS Rapido (1891)
- USS Rappahannock (ID-1854/AF-6, AOG-2, T-AO-204)
- USS Raritan (1843, WYT-93, LSM-540)
- USS Rasher (SS-269/SSR-269/AGSS-269/IXSS-269)
- USS Rathburne (DD-113/APD-25, DE-1057/FF-1057)
- USS Raton (SS-270/SSR-270/AGSS-270)
- USS Rattler (1862)
- USS Rattlesnake (1813)
- USS Raven (1813, AM-49, AM-55/MSF-55, MHC-61)
- USS Raven III (SP-103)
- USS Rawlins (APA-226)
- USS Ray (SS-271/SSR-271, SSN-653)
- USS Ray K. Edwards (DE-237/APD-96)
- USS Raymon W. Herndon (DE-688/APD-121)
- USS Raymond (ID-2057, DE-341)
- USS Raymond J. Anderton (SP-530)
- USS Razorback (SS-394)

### Re
- USS Reading (PG-174/PF-66)
- USS Ready (PG-67, PGM-87/PG-87)
- USS Reaper (AMc-96, AM-467/MSO-467)
- USS Reasoner (DE-1063/FF-1063)
- USS Rebecca Sims (1801)
- USS Rebel (AM-284/MSF-284)
- USS Reclaimer (ARS-42)
- USS Recovery (ARS-43)
- USS Recruit (AM-285/MSF-285, TDE-1/TFFG-1)
- USS Red Cloud (YT-268/YTB-268/YTM-268, T-AKR-313)
- USS Red Oak Victory (AK-235)
- USS Red River (LSM(R)-522/LFR-522)
- USS Red Rover (1859)
- USS Redbud (WLB-398/AKL-398/T-AKL-398)
- USS Redfin (SS-272/SSR-272/AGSS-272)
- USS Redfish (SS-395/AGSS-395, SSN-680)
- USS Redhead (AMS-34/AMCU-48/MHC-48, AM-409)
- USS Redmill (DE-89)
- USS Rednour (DE-592/APD-102)
- USS Redpoll (AMS-57/MSC(O)-57)
- USS Redstart (AM-378/MSF-378)
- USNS Redstone (T-AGM-20)
- USS Redwing (AM-48/WAT-48/ARS-4, AMS-200/MSC-200, YTB-783)
- USS Redwood (YN-25/AN-30)
- USS Reedbird (AMc-30, YMS-291/AMS-51/MSC(O)-51)
- USS Reefer (1846)
- USS Reeves (DE-94, DE-156/APD-52, DLG-24/CG-24)
- USS Reform (AM-286)
- USS Refresh (AM-287)
- USS Refuge (AH-11)
- USS Regis II (SP-1083)
- USS Register (DE-308, DE-233/APD-92)
- USS Regulus (AK-14, AF-57, T-AK-292/T-AKR-292)
- USS Rehoboth (SP-384, AVP-50/AGS-50)
- USS Reid (DD-21, DD-292, DD-369, FFG-30)
- USS Reign (AM-288/MSF-288)
- USS Reina Mercedes (IX-25)
- USS Reindeer (1863, YT-115/YTM-115, ATA-189)
- USS Release (1855)
- USNS Relentless (T-AGOS-18)
- USS Reliable (SP-352, AMc-100)
- USS Reliance (1860, AFDL-47, WSC-150)
- USS Reliant (YT-803)
- USS Relief (1836, 1896, YP-2, SP-2170, 1904, AH-1)
- USS Remey (DD-688)
- USS Remlik (SP-157)
- USS Remora (SS-487)
- USS Remus (ARL-40)
- USS Renate (AKA-36, AKL-42)
- USS Rendova (CVE-114/AKV-14)
- USS Reno (DD-303, CL-96/CLAA-96)
- USS Renshaw (1862, DD-176, DD-499/DDE-499)
- USS Rentz (FFG-46)
- USS Renville (APA-227/LPA-227)
- USS Report (AM-289/MSF-289/AGP-289)
- USS Repose (AH-16)
- USS Reposo II (SP-198)
- USS Reprisal (1776, CV-30, CV-35)
- USS Reproof (AM-290)
- USS Republic (AP-33)
- USS Republican River (LSM(R)-523)
- USS Repulse (1775)
- USS Requin (SS-481/SSR-481)
- USS Requisite (AM-109/AGS-18)
- USS Resaca (1865)
- USS Rescue (1850, 1861, SP-3209, AH-18)
- USS Rescuer (ARS-18)
- USS Resistance (1776)
- USS Resolute (1860, 1894, SP-1309, SP-3218, SP-3003, YT-458, AFDM-10, Resolute)
- USS Resourceful (AFDM-5)
- USS Restless (1861, 1887, PG-66)
- USS Restorer (ARS-17)
- USS Retaliation (1778, 1798)
- USS Retalick (DE-90)
- USS Retort (PYc-49)
- USS Retriever (ARS-44)
- USS Reuben James (DD-245, DE-153/DER-153, FFG-57)
- USS Revenge (1776, 1777, 1806, 1813, 1822, AM-110/MSF-110)
- USS Rexburg (PCE(R)-855/EPCE(R)-855)
- USS Reybold (DE-275, DE-177)
- USS Reyner and Son (SP-869)
- USS Reynolds (DE-42, DE-91)

### Rh–Ri
- USS Rhea (AMc-58, AMS-52/MSC(O)-52)
- USS Rhebal (SP-1195)
- USS Rhind (DD-404)
- USS Rhode Island (1861, BB-17, SSBN-730, SSBN-740)
- USS Rhodes (DE-384/DER-384)
- USCGC Rhododendron (WAGL-267)
- USS Rhodolite (PYc-19)
- USS Rice County (LST-1089)
- USS Rich (DE-695, DD-820)
- USS Richard B. Anderson (DD-786)
- USS Richard B. Russell (SSN-687)
- USS Richard Bulkeley (1917)
- USS Richard Caswell (1900)
- USS Richard E. Byrd (DDG-23, T-AKE-4)
- USS Richard E. Kraus (DD-849/AG-151)
- USNS Richard G. Matthiesen (T-AOT-1124)
- USS Richard L. Page (DEG-5/FFG-5)
- USS Richard M. Rowell (DE-403)
- USS Richard P. Leary (DD-664)
- USS Richard Peck (IX-96)
- USS Richard Richardson (YAG-52)
- USRC Richard Rush (1874)
- USS Richard S. Bull (DE-402)
- USS Richard S. Edwards (DD-950)
- USS Richard Vaux (1864)
- USS Richard W. Suesens (DE-342)
- USS Richey (DE-385/WDE-485)
- USNS Richfield (T-AGM-4)
- USS Richland (AK-207, AFDM-8)
- USS Richmond (1798, 1860, CL-9)
- USS Richmond K. Turner (DLG-20/CG-20)
- USS Ricketts (DE-254)
- USS Rickwood (SP-597)
- USS Riddle (DE-185)
- USS Ridgway (PC-1193)
- USS Riette (SP-107)
- USS Rigel (AD-13/ARb-1/AR-11, AF-58/T-AF-58)
- USS Right (AM-110)
- USS Rijndam (ID-2505)
- USS Rijnland (ID-2718)
- USS Riley (DE-579)
- USS Rin Tin Tin (1883)
- USNS Rincon (T-AOG-77)
- USS Rinehart (DE-196)
- USS Ringgold (DD-89, DD-500)
- USS Ringness (DE-590/APD-100/LPR-100)
- USS Rio Bravo (1875)
- USS Rio de la Plata (AVG-30)
- USS Rio Grande (AOG-3)
- USS Riou (DE-92)
- USS Ripley (PC-808)
- USS Ripple (ID-2439/YFB-5)
- USS Risk (AM-291)
- USS Rival (AM-292, AM-468/MSO-468)
- USS Rivalen (SP-63)
- USS Rivera (YFB-685)
- USS Riverhead (PC-567)
- USS Riverside (1890, APA-102)
- USS Rixey (APH-3)
- USS Rizal (DD-174/DM-14)
- USS Rizzi (DE-537)

### Roa–Roe
- USS Road Runner (AMc-35)
- USS Roamer (SP-1047, AF-19)
- USS Roanoke (1814, 1855, ID-1695, PG-201, CL-114, CL-145, T-AO-155, AOR-7)
- USS Roark (DE-1053/FF-1053)
- USS Robalo (SS-273)
- USS Robert A. Owens (DD-827)
- USS Robert Brazier (DE-345)
- USS Robert Center (YX-17)
- USS Robert D. Conrad (T-AGOR-3)
- USS Robert E. Lee (SSBN-601)
- USS Robert E. Peary (DE-132, DE-1073/FF-1073, T-AKE-5)
- USS Robert F. Keller (DE-419)
- USS Robert G. Bradley (FFG-49)
- USS Robert H. McCard (DD-822)
- USS Robert H. McCurdy (ID-3157)
- USS Robert H. Smith (DD-735/DM-23/MMD-23)
- USS Robert I. Paine (DE-578/DER-578)
- USS Robert K. Huntington (DD-781)
- USS Robert L. Barnes (ID-3088/AK-11/AO-14/AG-27)
- USS Robert L. Wilson (DD-847)
- USS Robert M. Thompson (ID-3319)
- USS Robert Smith (DD-324)
- USS Roberts (DE-749)
- USS Robin (AM-3/AT-140/ATO-140, MHC-54, AMS-53/MSC(O)-53)
- USS Robin Doncaster
- USS Robin Hood (1861)
- USS Robinson (DD-88, DD-562)
- USS Robison (DDG-12)
- USS Rochambeau (AP-63)
- USS Roche (DE-197)
- USS Rochester (CA-2, CA-73, CA-124/CG-13)
- USS Rock (SS-274/SSR-274/AGSS-274)
- USS Rockaway (AVP-29/AG-123/WAGO-377/WHEC-377/WOLE-377)
- USS Rockbridge (APA-228/LPA-228)
- USS Rockdale (AK-208)
- USS Rocket (1862, YT-22, AMc-101)
- USS Rockford (PG-156/PF-48)
- USS Rockingham (APA-229/LPA-229)
- USS Rockport (1876, SP-738)
- USS Rockville (PCE(R)-851/EPCE(R)-851)
- USS Rockwall (APA-230)
- USS Rocky Mount (AGC-3)
- USS Rod (SP-3114)
- USS Rodgers (1879, TB-4, DD-254)
- USS Rodman (DD-456/DMS-21)
- USS Rodney M. Davis (FFG-60)
- USS Rodolph (1863)
- USS Roe (DD-24, DD-418)
- USS Roebuck (1856)
- USS Roepat (ID-2536)

### Rog–Roy
- USS Rogday (ID-3583)
- RV Roger Revelle (T-AGOR-24) (géré par le Scripps Institution of Oceanography)
- USS Rogers (DD-876/DDR-876, DE-772)
- USS Rogers Blood (DE-555, DE-605/APD-115)
- USS Roi (CVE-103)
- USS Rolette (AKA-99)
- USS Rolf (DE-362)
- USS Rolla (PC-483)
- USS Roller (AMc-52)
- USS Rolling Wave (1860s)
- USNS Rollins (T-AG-189)
- USS Romain (IX-89)
- USS Roman (1835)
- USS Rombach (DE-364)
- USS Romeo (1862)
- USS Romulus (ARL-22)
- USS Ronaki (IX-94)
- USS Ronald Reagan (CVN-76)
- USS Roncador (SS-301/AGSS-301/IXSS-301)
- USS Rondo (SP-90, ID-2488)
- USS Rondout (ID-3200)
- USS Ronquil (SS-396)
- USS Rooks (DD-804)
- USS Roosevelt (1905, DDG-80)
- USS Roper (DD-147/APD-20)
- USS Roque (AG-137/AKL-8)
- USS Rosa (SP-757)
- USS Rosal (YFB-682)
- USS Rosalie (1863)
- USS Rose (1863, 1916)
- USNS Rose Knot (T-AGM-14)
- USS Rose Mary (SP-1216)
- USS Rosedale (SP-3079)
- USS Roselle (SP-350, AM-379/MSF-379)
- USS Rosewood (YN-26/AN-31)
- USS Ross (DD-563, DDG-71)
- USS Rotanin (AK-108)
- USS Rotary (YO-148)
- USS Roustabout (YO-53)
- USS Rowan (TB-8, DD-64, DD-405, DD-782)
- USS Rowe (DD-564)
- USS Rowley (DE-95)
- USS Roxane (AKA-37)
- USS Roy O. Hale (DE-336/DER-336)
- USS Royal (AMc-102)
- USS Royal Palm (YN-69)
- USS Royal Savage (1775)
- USS Royone (IX-235)
- USS Royston (YFB-44)

### Ru–Ry
- USS Ruby (PY-21)
- USS Ruchamkin (DE-228/APD-89/LPR-89)
- USS Rudderow (DE-224)
- USS Ruddy (AM-380/MSF-380)
- USS Rudolph Blumberg (ID-3008)
- USS Rudyerd Bay (CVE-81/CVU-81/AKV-29)
- USS Ruff (AMc-59, AMS-54/MSC(O)-54)
- USS Runels (DE-793/APD-85)
- USS Runner (SS-275, SS-476/AGSS-476)
- USS Rupert (DE-96)
- USS Rupertus (DD-851)
- USS Rush (SP-712, WSC-151)
- USS Rushmore (LSD-14, LSD-47)
- USS Rushville (PCS-1380)
- USS Russ (SP-1151)
- USS Russell (DD-414, DDG-59)
- USS Russell County (LST-1090)
- USS Russell M. Cox (DE-774)
- USS Rutherford (DE-93)
- USS Rutilicus (AK-113)
- USS Rutland (APA-192/LPA-192)
- USS Rutoma (SP-78)
- USS Ryer (AG-138/AKL-9)